# هيلموت برونر
هيلموت برونر (بالألمانية: Helmut Brunner)‏ هو سياسي ألماني، ولد في 14 سبتمبر 1954 في باد كوتستينغ في ألمانيا. حزبياً، نشط في الاتحاد الاجتماعي المسيحي. وقد انتخب عضو مجلس الشورى الموحد لبافاريا.

## روابط خارجية
- هيلموت برونر على موقع مونزينجر (الألمانية)